# Atomvikt (viktklass)
Atomvikt (eller minimumvikt) en viktklass inom MMA som vanligen avser tävlande som väger in vid 105 lb (47,6 kg) eller lägre. Det är den lägsta viktklassen som används inom MMA, och den erkänns av ett flertal MMA-organisationer. Atomvikt inom MMA är inte definierat i Unified Rules of MMA och används i princip uteslutande av kvinnliga MMA-utövare.
- Invicta FC:s atomvikt är mellan 95 och 105 lb (43.1 to 47.7 kg)[2]
- ONE Championships atomviktklass har som övre gräns 115 lbs (52,2 kg)[3]
- Jewels atomviktklass har en övre gräns på 48 kg (105,8 lbs)[4]
- Road FC:s atomviktklass har även den en övre gräns på 48 kg (105,8 lbs)[5]